# Hieronim Czarnowski
Hierón Ignacy Czarnowski (enero de 1834 - 28 de diciembre de 1902), fue un jugador y promotor de ajedrez, y activista político polaco.
Vivió en Varsovia (entonces parte del Imperio ruso), donde jugó, entre otros, contra Alexander Petrov y Szymon Winawer. Tras el fracaso de la Revuelta polaca de enero, emigró a Francia.

## Resultados destacados en competición
En 1867, participó en el Torneo Internacional de París, celebrado en paralelo con la Exposición Universal, y obtuvo el segundo puesto (el torneo lo ganó Ignác Kolisch), También ganó el torneo del Café de la Régence de París.
En 1880 marchó a Cracovia (entonces parte del Imperio Austrohúngaro), en un período en que Galitzia mantenía una cierta autonomía. Allí fue cofundador y presidente del Club de Ajedrez de Cracòvia (Krakowski Klub Szachistów) (1893), ganando el campeonato local en 1897.

## Bibioglafría
- Litmanowicz, Władysław & Giżycki, Jerzy (1986, 1987). Szachy od A do Z. Wydawnictwo Sport i Turystyka Warszawa. ISBN 83-217-2481-7 (1. A-M), ISBN 83-217-2745-X (2. N-Z).